# Alejandro Ozuna Rivero
Alejandro Ozuna Rivero (Toluca, Estado de México, 27 de junio de 1951). Es un abogado y político mexicano. Se desempeñó como Secretario General de Gobierno del Estado de México del 16 de septiembre de 2017 al 30 de septiembre de 2020. Cuenta con más de 37 años de experiencia institucional como funcionario y como militante del Partido Revolucionario Institucional. Fue  Presidente Municipal de Toluca, Estado de México de 1994  a 1996. Formó parte del gabinete del Gobernador Alfredo del Mazo Maza como Secretario General de Gobierno.

## Biografía
Su padre fue Juan de Dios Ozuna Pérez, quien fue diputado local y federal por el Partido Revolucionario Institucional y líder de la Confederación Nacional Campesina del Estado de México. Su madre fue Pilar Rivero Mota, destacada deportista integrante de la selección Nacional Mexicana "Las Politas" quién asistió al primer campeonato mundial de basquetbol en Santiago de Chile. Durante su carrera política se ha caracterizado por ser un gran impulsor del deporte. Está casado con Carmen Rodríguez Alaníz y tiene cuatro hijos.

## Actividad en el servicio público
Fue elegido Presidente Municipal Constitucional de Toluca, Estado de México para el periodo 1994-1996. Se ha desempeñado en diversos puestos de alto nivel en el Gobierno del Estado de México, entre los que destacan: dos veces Secretario de Desarrollo Social; Subsecretario General de Gobierno; Subsecretario de Gobierno Valle de México Zona Nororiente y Subsecretario de Gobierno Valle de México Zona Oriente. Dentro de sus actividades de partido, de 2011 a 2013 fungió como Delegado General del Comité Ejecutivo Nacional del PRI en Jalisco donde el partido recuperó la gubernatura del Estado después de 18 años de no obtenerla, además de llevar la campaña del Presidente Enrique Peña Nieto en ese Estado. Asimismo, fue Secretario General Adjunto de la zona V del Comité Directivo Estatal del PRI. Durante su cargo como director general de la Zona Federal Marítimo Terrestre de la Secretaría de Desarrollo Urbano y Metropolitano, se desconcentró a los Estados y Municipios el pago de la ZOFEMAT. Se desempeñó como Coordinador del Programa de Reserva Territorial en la Secretaría de Desarrollo Social, periodo durante el cual se creó el programa "100 ciudades" cuyo objetivo era impulsar el desarrollo de las principales 100 ciudades del país.

## Presidente Municipal de Toluca
En 1993 fue elegido alcalde de la ciudad de Toluca, Estado de México; y toma protesta el 1 de enero de 1994. Durante su gestión como Alcalde se destaca la remodelación del centro de la ciudad, así como la construcción de la emblemática plaza González Arratia, obra que se realizó con recursos del programa impulsado por la Secretaría de Desarrollo Social del Estado en el marco del programa "100 ciudades"

## Secretario General de Gobierno del Estado de México
Fue nombrado el 16 de septiembre de 2017 por el Gobernador Constitucional del Estado de México, el Lic. Alfredo del Mazo Maza como titular de la dependencia encargada de conducir la política interna del estado, durante su gestión a impulsado una relación cordial y de respeto con los diferentes actores políticos de la entidad mexiquense y del Gobierno Federal. 

## Estudios
- Maestría en Administración Pública por la Universidad del Sur de California.
- Licenciado en Derecho por la Universidad Iberoamericana Ciudad de México.

## Cargos públicos
- 2017- a la fecha. Secretario General de Gobierno del Estado de México, encargado de la política interna del Estado de México
- 2013- 2017. Titular de la Unidad de Enlace Federal y Coordinación con Entidades Federativas de la  Secretaría de Gobernación (México). En este puesto se ha encargado de liderar personalmente las negociaciones sobre el paro en el Instituto Politécnico Nacional y fue integrante de la comisión especial negociadora para dar seguimiento a las acciones implementadas para resarcir los daños causados a la población por el derrame tóxico en el Río Sonora, entre otras actividades. Durante su gestión se crearon las Delegaciones Estatales y las Direcciones Generales Adjuntas Regionales de la Secretaría de Gobernación, que contribuyen a la gobernabilidad del país.

- 2011-2013 Delegado General del Comité Ejecutivo Nacional del PRI en Jalisco.

- 2010-2011 Secretario de Desarrollo Social del Gobierno del Estado de México.

- Subsecretario General de Gobierno del Estado de México.
- Subsecretario de Gobierno Valle de México Zona Nororiente.

- 2004-2005 Secretario de Desarrollo Social del Gobierno del Estado de México.

- Subsecretario de Gobierno Valle de México Zona Oriente.
- Secretario General Adjunto de la zona V del Comité Directivo Estatal del PRI.

- Director general del Instituto Mexiquense de la Vivienda Social.

- Director general del Instituto de Acción Social e Integración Urbana.

- Delegado Federal de la Secretaría de Desarrollo Social
- 1994-1996 Presidente Municipal Constitucional de Toluca, Estado de México.

## Otras actividades
- Miembro del Consejo de Administración del Club Toluca.
- Consejero Político Nacional y Estatal del Partido Revolucionario Institucional.